# Автошлях Т 1635
Автошля́х Т 1635 — автомобільний шлях територіального значення в Одеській області. Проходить територією Одеського району від перетину з Р55 через Доброслав—Кремидівку—Корсунці. Загальна довжина — 36,4 км.

## Маршрут
Автошлях проходить через такі населені пункти:
| Автошлях Т 1635  |        |
| Одеська область  |        |
| Лиманський район |        |
|                  | Р55    |
| Доброслав        | Т 1636 |
| Степанівка       |        |
| Благодатне       |        |
| Кремидівка       |        |
| Кубанка          |        |
| Красносілка      |        |
| Корсунці         | E58М14 |